# Wow! シグナル
Wow! シグナル（ワウ! シグナル、ワオ! シグナル、英語: Wow! signal）とは、天文学における未解決案件の一つ。1977年8月15日にSETIプロジェクトの観測を行っていたオハイオ州立大学のジェリー・R・エーマンが、ビッグイヤー電波望遠鏡で受信した電波信号である。日本語では「ワオ信号」ともいう。
狭い周波数に集中した強い信号で、太陽系外の地球外生命によって送信された可能性が指摘されている。望遠鏡は信号を72秒間に渡り観測することに成功したが、以降の探査では同様の現象は見つけられず、その起源は謎のままである。
受信された電波は、恒星間の通信での使用が予想される信号の特徴をよく表していた。これに驚いたエーマンは、プリントアウトした表の該当部分を丸で囲み、"Wow!" と書き足した。そのため "Wow! signal" が信号の名前として広く使われるようになった。映画『コンタクト』の発想の元としても知られている。

## 解釈

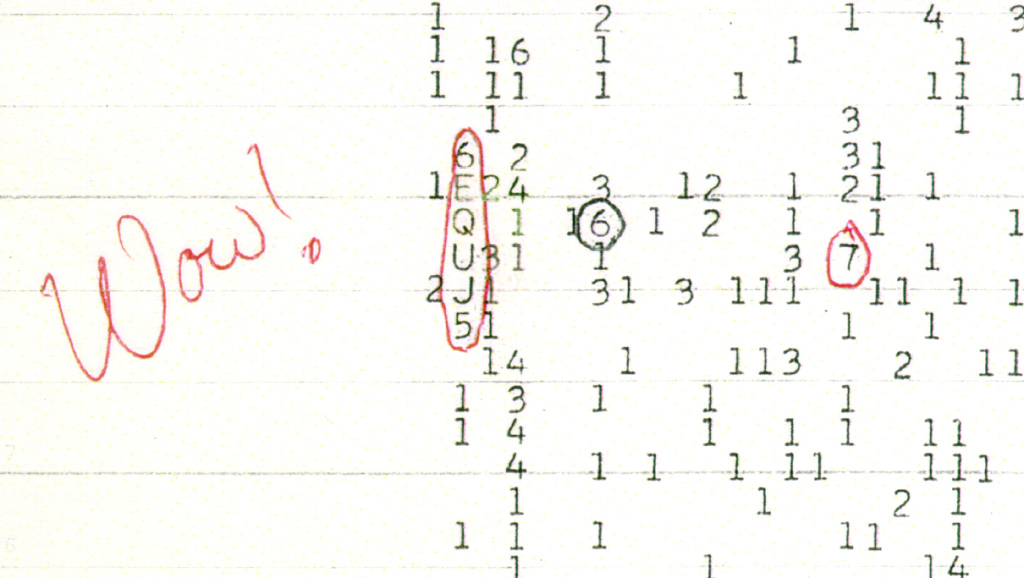
プリントアウトされた信号とエーマンのメモ。赤い丸で囲んだ文字列が強い信号を表す。

エーマンが印を付けた "6EQUJ5" という文字列は、信号の強度を意味している。強度が1に満たない場合は空白で表され、1~9の数字は、例えば3ならば3以上4未満というように、それぞれが10までの強度に対応している。10を上回る場合はラテン文字を使用する（三十六進法）。前述の文字列に含まれる "U" は、30以上31未満の信号の強度を表しており、これは観測された電波信号として最も強いものである。なお、ここで使用される強度は無次元数の信号雑音比であり、雑音の値としては直近数分間のその周波数の平均を使用している。
また、表における一つ一つの列は異なった周波数帯を反映しており、列が一つ変わるごとに周波数は10kHzずれることになる。信号は複数の列にまたがっていないことから、Wow! シグナルは10kHzに満たない狭い周波数帯を持つ信号だと分かる。信号の周波数の詳細な値については二つの値が示されており、J・D・クラウスは1420.356MHz、エーマンは1420.456MHzを与えている。いずれにしてもこれらの周波数は、恒星間の通信での使用が予想されていた水素線（21cm線）の周波数1420.406MHzに非常に近いものである。

## 天球上の位置

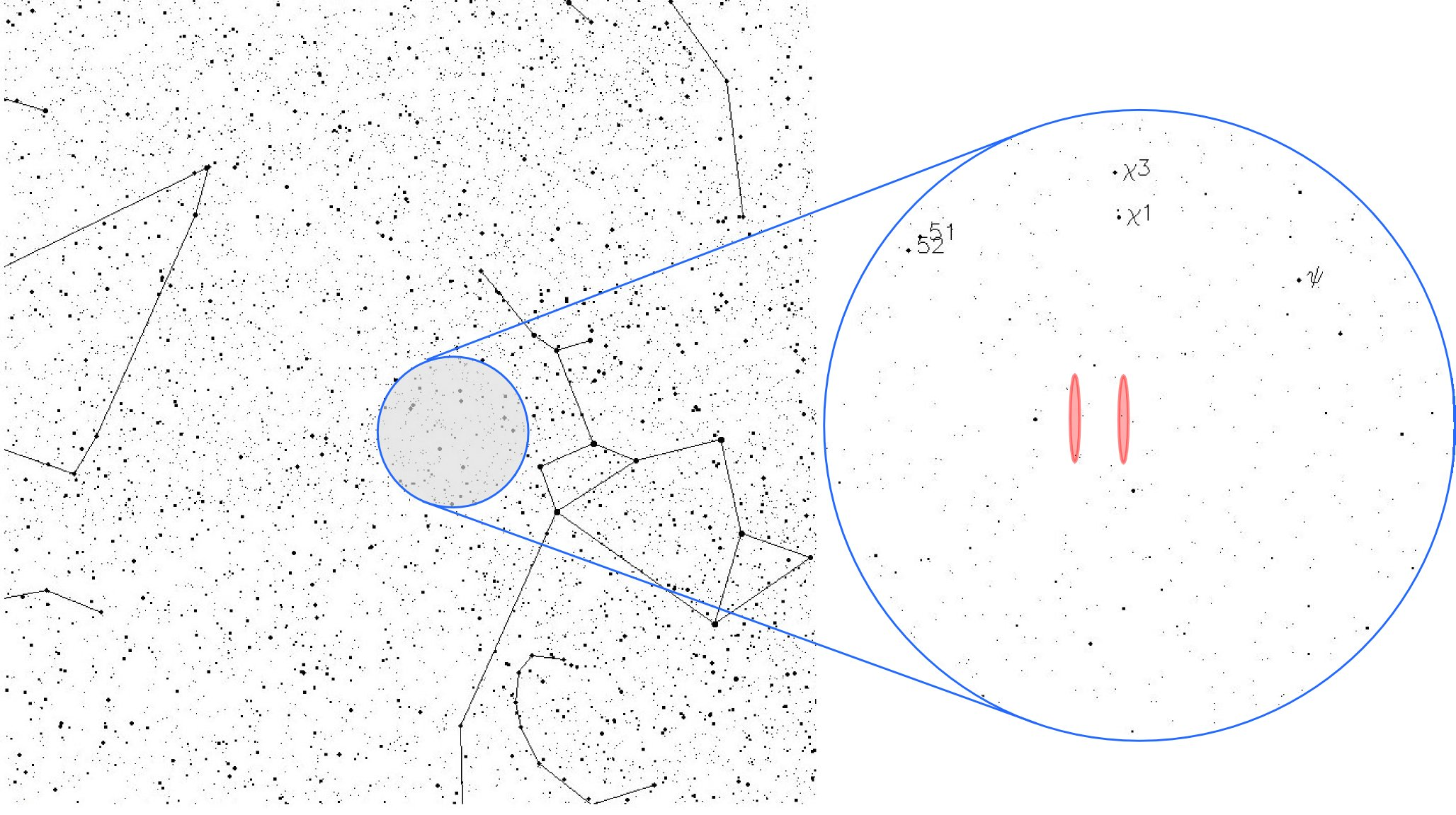
シグナル発信源が推定される領域。

Wow! 信号の正確な位置を確定するのには困難がつきまとう。ビッグイヤー望遠鏡は電波を受信するために2つのホーンを使用しており、それらは互いに地球の自転方向に少しずらした向きに設置されていた。信号は片方のホーンで捉えられたものだが、処理の過程で二つのホーンの情報が合成されたため、どちらが受信したのかはっきりしていない。したがって、信号の発信源の赤経における座標は、次の二つが考えられている。
- 19h 22m 22±5s
- 19h 25m 12±5s

さらに赤緯方向にも大きな不確実性があり、−27° 03±20′の範囲にまでしか絞り込めていない。これらの値は発見当時に使用されていた古い元期 (B1950.0) に基づくもので、1990年代以降に使用されているJ2000.0に換算すると、赤経 19h 25m 31±10s /  19h 28m 22±10s、赤緯−26° 57±20′となる。
この座標はいて座の領域内で、いて座χ星と呼ばれる5等星から2.5度ほど南に外れた位置に相当する。

## 時間変化

シグナルの強度データをグラフに落としたもの。

ビッグイヤー望遠鏡は地上に固定されており、地球の自転を利用して観測方向を変えていた。地球の自転速度とビッグイヤー望遠鏡の観測ウインドウ（観測可能な範囲）に基づけば、望遠鏡は天球上のある一点を72秒間ほど観測できる。すなわち、地球外から発信された信号が観測された場合は、36秒の間に次第に強まり、ピークに達した後36秒で消失していくパターンを持つだろうと予測されていた。実際に観測されたWowシグナルは72秒間ほど持続した。その強度変化 (6EQUJ5) も上記に一致するもので、太陽系外に由来する可能性が高いと考えられる。観測ウインドウによる変動を差し引いた信号本来の強さは72秒にわたってほぼ完全に一定だった。
ビッグイヤーは地球の自転方向に分かれた2つのホーンで構成されるため、継続的な信号であれば最初の検出から3分後に再度検出されるはずである。しかしそのような現象は起こらなかった。これについては2通りの説明ができる。その一つは、信号が先行するホーンで検出された後、追随するホーンが同じ方角に来るまでに消滅したということである。もう一つは、先行ホーンが通り過ぎる時に信号は沈黙しており、追随ホーンが同じ方角に来るまでの間に発信が始まったため、結果的に1度きりの検出となったという説明である。いずれにしても、この信号は3分以内で急激に消滅または発生したと見られている。

## 再観測の試み
エーマンはビッグイヤーを使用して1ヶ月ほど観測の再現を試みたが、失敗に終わった。1987年と1989年には、ロバート・グレイがオークリッジ天文台のMETA望遠鏡群を使用した観測を行ったが、信号は検出できなかった。彼は1996年にも超大型干渉電波望遠鏡群 (VLA) を使用して検出を試みたが、やはり何も見つからなかった。さらに1999年には、サイモン・エリングセンを交えてタスマニア大学の26m電波望遠鏡での探査が行われた。14時間に渡る観測を6回行ったが、Wowシグナルに類似した信号は見出せなかった。
日本では、九州東海大学の藤下光身や西はりま天文台の鳴沢真也が観測を行った。

## 信号の起源
Wow! シグナルは、継続的に発信される弱い信号が、恒星間空間におけるシンチレーション (interstellar scintillation) で一時的に増幅されたものとしても説明できる（これは元となった信号が人工的なものである可能性を除外するものではない）。しかし、その種の現象は高い感度を持つVLAでも検出できておらず、VLAより明らかに性能が劣るビッグイヤー望遠鏡で発見できた可能性は低い。他の説としては、灯台のように自転に伴って電波の放射方向を変える天体（パルサー）、シグナルによる捜索、一過性の突発現象などが想像されている。さらに、移動する太陽系外生命の宇宙船が発した信号という予想まで存在する。
発見者のエーマン自身は、信号が地球外に由来することに懐疑的な見方を示すようになった。彼は、「50回ほど探したなら、我々はもう一度観測出来たはずだ。単にスペースデブリのかけらに反射した地球起源の信号のようだ。」と述べていた。しかし後の研究では、エーマンの言うような原理に基づいて信号の性質をうまく表現するためには、電波を反射する物質は非現実的な条件を満たさなければならないことが判明し、エーマンも自らの発言を撤回した。また1420MHzという水素線の周波数は電波天文学のために「保護されたスペクトル」で、地球で製造された送信機はこの周波数の電波を送信することを禁じられている。
いずれにしても一度きりの受信では観測不足であり、そのことがWow!シグナルの起源を議論するにあたって障害となっている。エーマンは彼の書いた文章において、「不完全なデータから莫大な結論を導き出そうとすること (drawing vast conclusions from half-vast data)」に抵抗を示している。

### 彗星説
2016年にサンクトペテルブルク大学教授のアントニオ・パリスは、電波が発せられた当時の状況を天文学のデータベースで照らし合わせた結果、直径数百kmもの水素の雲に囲まれた彗星である266P/Christensenと355P/2008 Y2(Gibbs)が、ビッグイヤー電波望遠鏡を横切った際に発生したのが、Wow！シグナルの正体であるとの説を打ち出した。266P/Christensenと355P/2008 Y2(Gibbs)はそれぞれ2006年と2008年に発見されており、当時はその存在を知られていなかった。一方で、「仮に彗星が水素線の原因であるならば、どうしてWow！シグナル以降、同様の信号を一つも検出できないのかを説明できない」と、この説に懐疑的な意見も出されている。パリスはこの説が正しいか否か検証するために、266P/Christensenと355P/2008 Y2(Gibbs)がそれぞれ戻ってくる2017年1月25日と2018年1月7日に電波望遠鏡を使ってWow！シグナルの検出を試みる予定だという。
2017年、パリスは、266P/Christensenとさらに3つのランダムに選んだ彗星（P/2013 EW90 (Tenagra)、P/2016 J1-A (PANSTARRS)、237P/LINEAR）からWow!シグナルに似た1420MHzの信号を観測できたことから、Wow!シグナルは彗星によるものだと結論づけた。
同年6月、オハイオ州立大SETIプログラムのディレクターであるロバート・S・ディクソンは、パリスの説に対する反論を公表した。それによると、ビッグイヤーの観測時にパリスの指摘した彗星はいずれも観測範囲内に存在していなかった。またホーンの片側のみで検知されたことを説明するには信号がごく短時間で変化したと考える必要があるが、彗星の放射がそのように変化する根拠は提示されていない。Wow!シグナルに似た信号とされる観測データについては、論文中のプロットに周波数が記載されておらず、Wow! シグナルの特徴（特に狭い周波数帯）と本当に一致するかどうかを比較できないとしている。

### 太陽型星の探索と観測
2020年にスペインのアマチュア科学者で天文普及活動家のアルベルト・カバレロ は太陽に似た恒星であるほど知的生命体の存在可能性が高まるという仮定に基づいてガイア計画のデータを調査し、Wow!シグナルの発生源の範囲内に2MASS 19281982-2640123という名の太陽に酷似した恒星が存在することを発見し、Wow!シグナルの発生源としてもっとも可能性のある天体として公表した。この天体は質量・半径・光度・有効温度のすべてが太陽の±1%の範囲にあると推定され、領域内に発見された太陽型星の中では最も太陽に似ていた。太陽系からの距離は1801光年に達する

この研究を受けてブレイクスルー・リッスンは2MASS 19281982-2640123から送信されているかもしれない非自然的な電波の観測を試みた。ブレークスルーリッスンは2022年にグリーンバンク望遠鏡とアレンテレスコープアレイによる同時観測を行った。しかし、それらしい電波は検出されなかった。これまでのWow!シグナルの再観測の試みはビッグイヤーの受信座標領域付近を盲目的に探索する形式で行われたものであり、特定の天体を指向して再検出のための観測が行われたのは今回が初めてである。